# Serech

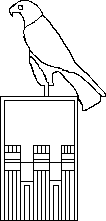
Serech - schemat

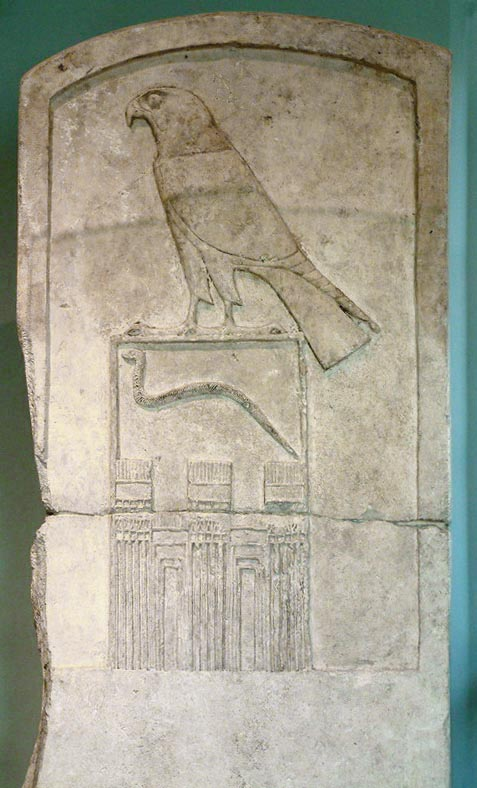
Stela z serechem Dżeta

Serech (z egip. − uczynić wiadomym) − w starożytnym Egipcie prostokątna, pionowa ramka stanowiąca wizerunek pałacu w postaci planu (rzutu poziomego), poprzedzonego frontalnym przedstawieniem fasady i w związku z tym podzielona na dwie nierówne części. W górnej, mniejszej zapisywano imię władcy, w większej przedstawiano fasadę pałacu lub sarkofagu. Cała ramka była zwieńczona wizerunkiem sokoła, symbolizującego boga Horusa lub - rzadko - zwierzęcia Seta, jak w przypadku władców Peribsena i Chasechema (Chasechemui). Całość stanowi zapis Horusowego imienia władcy.
Zobacz też: Królewski Protokół